# دخلة البساتين
دُخَّلَةُ البَسَاتِينِ أو هازجة الحدائق[بحاجة لمصدر] (الاسم العلمي: Sylvia hortensis) (بالإنجليزية: Orphean Warbler)‏، هو نوع عصافير ينتمي إلى جنس الدُّخَّلَة من الفصيلة الدُّخَّلِيَّة.

## معرض الصور

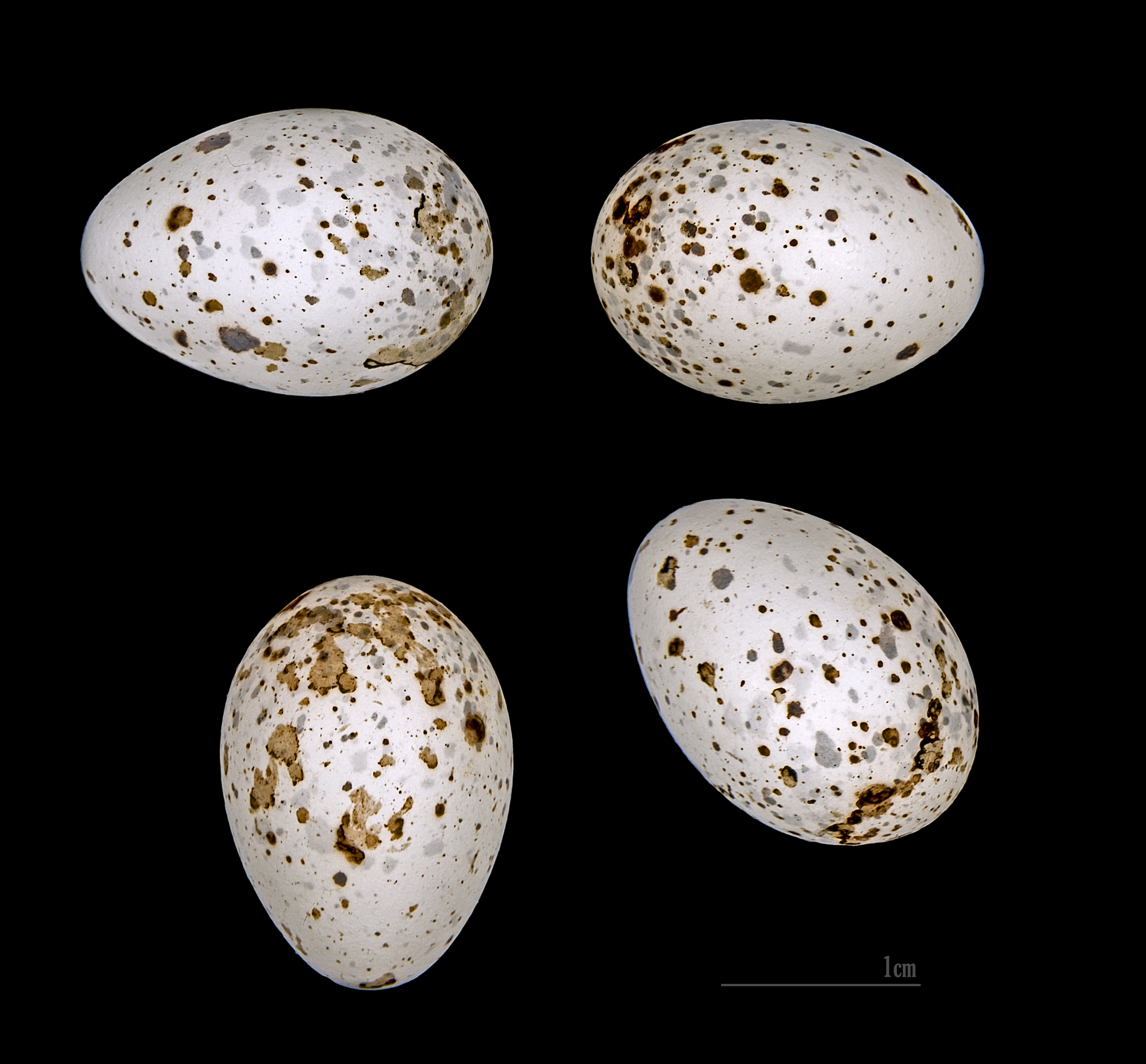
بيض دخلة البساتين
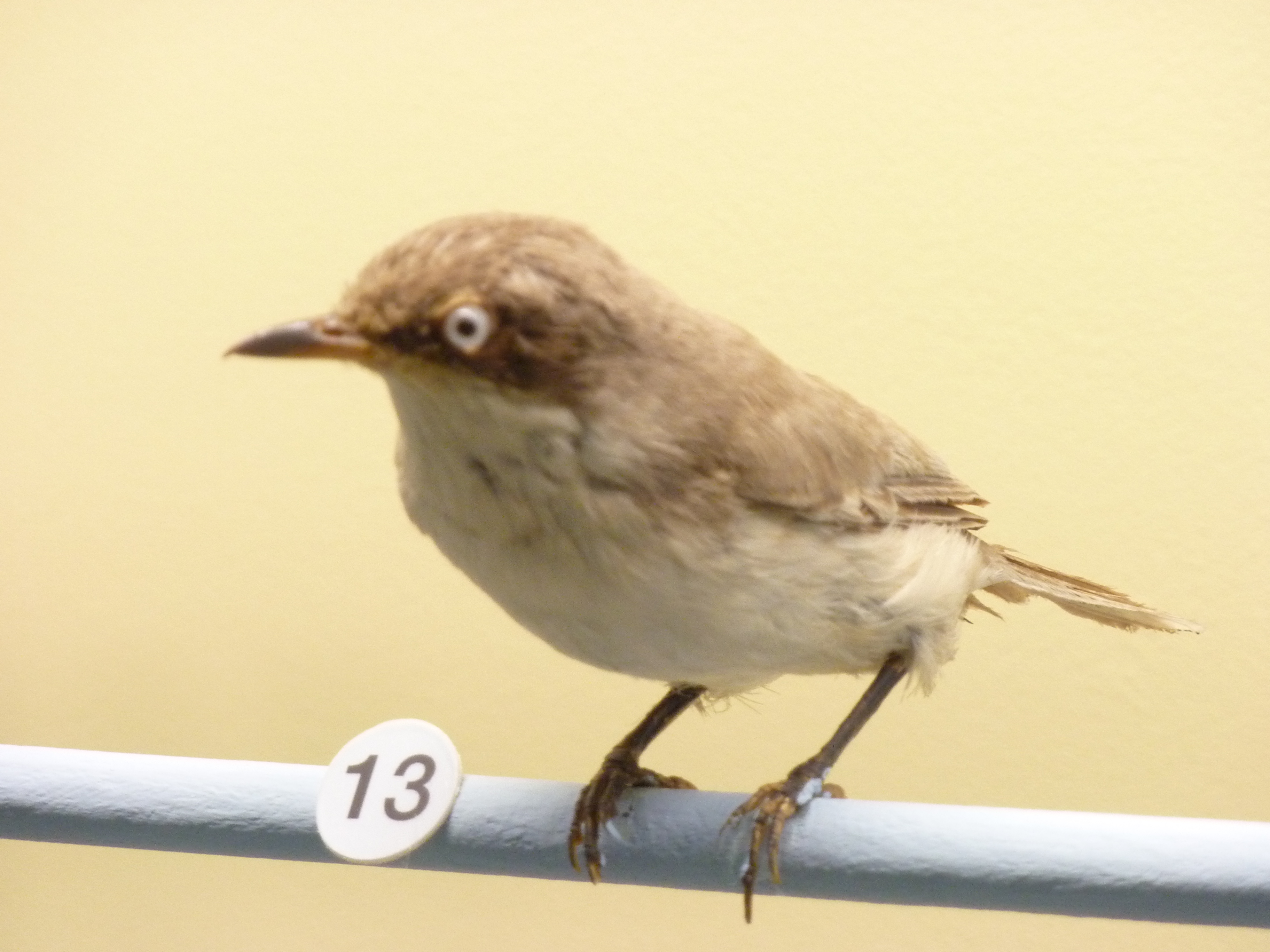
دخلة البساتين محنطة في متحف جنيف